# Li Ho-pyong
Li Ho-pyong (* 16. Oktober 1951) ist ein ehemaliger nordkoreanischer Ringer.

## Biografie
Li Ho-pyong gewann bei den Olympischen Sommerspielen 1980 in Moskau im Bantamgewicht des Freistilringens die Silbermedaille. Bei den Asienspielen 1978 in Bangkok wurde er Fünfter.